# استالکر: ندای پریپیات
استالکر: ندای پریپیات (به انگلیسی: S.T.A.L.K.E.R.: Call of Pripyat) یک بازی ویدئویی در سبک تیراندازی اول شخص که توسط بازی‌سازان اوکراینی جی اس سی گیم ورلد در سال ۲۰۰۹ منتشر شده‌است.